# Canon EOS 700D
La Canon EOS 700D, conocida como Rebel T5i en América y como Kiss X7i en Japón, es una cámara réflex digital producida por Canon. Fue anunciada el 21 de marzo de 2013 con un precio recomendado de ̰̥̩$849,00USD Como parte de la línea Canon EOS 3 dígitos/Rebel digital. Es la sucesora de la EOS 650D/Kiss X6i/Rebel T4i y es la predecesora de la EOS 750D/Kiss X8i/Rebel T6i y de la EOS 760D/EOS 8000D/Rebel T6s.

## Características
La 700D tiene unas características casi idénticas a las de la anterior 650D. Según el fotógrafo y escritor de tecnología Gordon Laing,
No hay mucha diferencia entre la T5i / 700D y su predecesora. De hecho son idénticas excepto por tres novedades: un dial de modo que puede seguir girando más allá de los 360 grados, la previsualización de Filtros Creativos en la vista en vivo, y un recubrimiento externo nuevo heredado modelos de gama media como la 60D para proporcionar un acabado más duradero.
La 700D, sin embargo, se introdujo con un nuevo objetivo de kit—una versión nueva del EF-S 18–55mm que emplea la tecnología Canon STM y también (por primera vez en un objetivo Canon 18–55mm) tiene una sección frontal que no rota.
Las características incluyen:
- Sensor CMOS APS-C con 18 megapíxeles efectivos.
- 9 puntos AE, todos de tipo cruz a f/5.6. El punto central es de alta precisión, doble de tipo cruz a f/2.8 o más.
- Procesador de imagen DIGIC 5 con procesamiento de 14 bits
- Sensibilidad ISO 100–12800, forzada hasta ISO 25600
- Campo del visor de 95% con magnificación de 0,85x
- Grabación de vídeo 1080p HD a 24p, 25p (25 Hz) y 30p (29.97 Hz) con Drop Frame timing
- Grabación de vídeo 720p HD a 50p (50 Hz) y 60p (59.94 Hz)
- Grabación de vídeo 480p ED a 30p y 25p
- 5.0fps disparo continuo
- Pantalla táctil de 3" Clear View II LCD con resolución de 1,04 megapíxeles.
- Jack de 3,5mm para micrófonos externos o grabadoras.

Diferencias con la EOS 650D:
- Previsualización de Filtros Creativos en la vista en vivo
- Dial de modo rediseñado que puede rotar más allá de 360 grados.
- Nuevo acabado más resistente